# Czene Csaba
Czene Csaba (Budapest, 1960 – Budapest, 2021. április 22.) magyar színész.

## Életpályája
Képzőművészeti szakközépiskolában tanult. Jeles András avantgárd színházi társulatának, a Monteverdi Birkózókörnek örökös tagja. Több filmben és sorozatban is szerepelt. 2006-ban elnyerte a Magyar Filmszemlén a legjobb férfi epizódszereplőnek járó díjat a Taxidermiában és Miraq-ban nyújtott alakításáért. A színészet mellett folyamatosan alkotott, szobrászkodott, festett, faragott.

### Családja
Lánya Czene Zsófia színésznő.

## Filmes és televíziós szerepei
- Tamás és Juli (1997)
- József és testvérei – Jelenetek a parasztbibliából (2004)
- A fény ösvényei (2005) ...Fiatal hajléktalan
- Miraq (2006) ...Jocó
- Taxidermia (2006) ...Morosgoványi Vendel
- Könyveskép (2007) ...Koller Géza
- A nyomozó (2008) ...Köpcös
- Nem vagyok a barátod (2009) ...Jimmy
- Utolsó idők (2009) ...kis Szukics
- Tűzvonalban (2008-2010) ...Mester
- Isteni műszak (2013)
- Víkend (2015) ...Viorel

## Elismerései
- 37. Magyar Filmszemle (2006) – Legjobb férfi epizódszereplő: Miraq
- Magyar Filmszemle (2006) – Legjobb férfi epizódszereplő: Taxidermia